# Curva transcendental

Espiral de Arquimedes, um exemplo de curva transcendental.

Em matemática, uma curva transcendental é aquela curva que não é algébrica. Definimos aqui como curva C ao conjunto de pontos (normalmente sobre o plano) característicos de C, não uma parametrização dada. Por exemplo, o círculo unitário é uma curva algébrica (sendo exatos, os pontos reais de tal curva); a parametrização habitual mediante funções trigonométricas pode implicar determinadas funções transcendentais, mas certamente o círculo unitário se define mediante uma equação polinômica. Se aplica o mesmo às curvas e funções elípticas; e de facto às curvas de gênero > 1 e às automórficas.
As propriedades das curvas algebráicas, tais como o teorema de Bézout, dão base a critérios para mostrar curvas que são realmente transcendentais. Por exemplo, uma curva algébrica C, que se encontra com uma linha dada L em um número finito de pontos, ou possivelmente contém a L por completo. Portanto uma curva que intersecte uma linha em um número infinito de pontos, mas que não a contenha, deve ser transcendental. Isto se aplica não só às curvas sinusoidais, portanto; senão a grandes classes de curvas que mostram oscilação.
Outros exemplos de curvas transcendentais são os gráficos das ciclóides e as funções exponenciais e logarítmicas.
A origem do termo se atribui a Leibniz.